# Loon (chanteur)
Pour les articles homonymes, voir Loon.
Loon, de son nom de naissance Chauncey Lamont Hawkins et de son nom musulman Amir Junaid Muhadith, né le 20 juin 1975 à Harlem, New York, est un rappeur et acteur américain. En 2003, il publie son premier album homonyme, Loon, qui atteint les classements musicaux. Loon se convertit à l'Islam et met un terme à sa carrière de rappeur en 2008. En 2013, à la suite de son arrestation en Belgique deux années plus tôt, il est condamné à quatorze ans de prison dont huit et demi ferme pour association de malfaiteur dans une affaire de trafic de stupéfiants datant du début des années 2000.

## Biographie
Loon est né le 20 juin 1975 à New York. Il fait ses débuts dans le rap, en 1998, au sein du groupe Harlem World fondé par Ma$e. Remarqué par Puff Daddy, Loon se fait connaître pour sa participation, en 2001, au titre I Need a Girl (To Bella), extrait de l'album The Saga Continues.... Après de nombreux featurings sur des chansons de RnB et de rap, il publie son premier album studio, Loon, au label Bad Boy Records le 21 octobre 2003, bien accueilli par la presse spécialisée, qui atteint la sixième place du Billboard 200. L'album contient les single How You Want That en featuring avec Kelis, et Down For Me,. Loon joue également dans deux films réalisés par Damon Dash, Death of a Dynasty (2003) et State Property 2 (2005).
En 2004, Loon quitte Bad Boys Records, et crée son propre label, Bossy Up Entertainment. La même année, le rappeur est arrêté pour tentative de meurtre à l'extérieur d'une soirée de Lil Jon and the East Side Boyz au House of Blues. Selon les témoins, l'incident se serait déroulé vers 1 h du matin, heure locale, lorsque Loon, William Reyes et Teon Tanqueray se voient refuser l'entrée, déjà au-dessus de ses capacités, par les videurs. Loon est libéré le samedi matin. En 2006, Loon publie son deuxième album, No Friends, produit aux côtés de Diddy.

## Vie privée
En décembre 2008, Loon se convertit à l'Islam lors de son voyage à Abu Dhabi. Toutefois, à la suite de sa conversion, il arrête sa carrière de rappeur. Il déménage et s'installe en Égypte où il vit jusqu'en 2011.En novembre 2011, il est arrêté à l'aéroport de Bruxelles par la police belge dans le cadre d'une affaire de trafic de stupéfiants antérieure à sa conversion. Les États-Unis demandent son extradition, qu'ils obtiennent en mai 2012. En juillet 2013, il est condamné à quatorze ans de prison. Après avoir passé près de 9 ans derrière les barreaux, Amir Junaid Muhadith est libéré du FCI Coleman en Floride en date du 29 juillet 2018. Durant son incarcération il a séjourné dans divers pénitencier dont Butner, en Caroline du Nord, Yazoo au Mississippi, Estill en Caroline du Sud pour terminer sa peine à Coleman en Floride. Il a été libéré à la suite de l'intervention de Weldon Angelos, un ancien détenu condamné à 55 ans de prison, libéré depuis et qui se consacre à la défense des personnes injustement incarcérées. C'est grâce à une demande de "compassionate release" en raison de l'état de sa mère et de sa grand-mère qu'Amir fut finalement libéré. Depuis il est actif en tant que Reform Justice Activist et travaille pour l'organisation du Charity Reform mise sur pied par Kim Kardashian. Amir Junaid s'est marié plusieurs fois depuis sa conversion.  Il vit actuellement en Géorgie, à Atlanta.  

### Albums studio
- 2003 : Loon
- 2006 : No Friends
- 2006 : Wizard of Harlem

### Album collaboratif
- 2007 : Bad Boy (avec G. Dep)

## Filmographie
- 2005 : State Property 2 : Règlement de comptes de Damon Dash : lui-même